# سپدا لا مرا
سپدا لا مرا دهستانی در استان آبیلای اسپانیا است.
در این دهستان ۱۳۴ نفر زندگی می‌کنند. مساحت این دهستان ۳۱٫۱۱ کیلومتر مربع است.